# Lourdes
Lourdes (în gasconă Lorda) este cel mai vizitat loc de pelerinaj catolic din lume, situat în sud-vestul Franței, în departamentul Hautes-Pyrénées. Orașul are ca. 15.000 de locuitori (2003).

## Așezare geografică
Orașul se află la poalele munților Pirinei, la altitudinea de 420 m deasupra n.m. și este străbătut de râul  Gave de Pau. La sud de Lourdes se află Vârful Schrader (3.177 m).

## Locul de pelerinaj
În 1858 eleva Bernadette Soubirous a relatat că în apropiere de „Grotta Massabielle” i s-a arătat mai multe ori o femeie îmbrăcată în alb, identificată drept Maica Domnului.  După aceasta a țâșnit apa unui izvor din grota respectivă, iar Maica Domnului a îndrumat-o pe Bernadette să întemeieze în acel loc o biserică. Azi biserica este unul din cele mai importante locuri de pelerinaj pentru creștinii catolici, izvorului acordându-se puteri de tămăduire a bolilor conform miilor de mărturii. 

## Muzeul orășenesc
În oraș se află un muzeu cu picturile lui Franz Schrader, cartograf și cercetător al munților Pirinei din secolul al XIX-lea. 

## Galerie

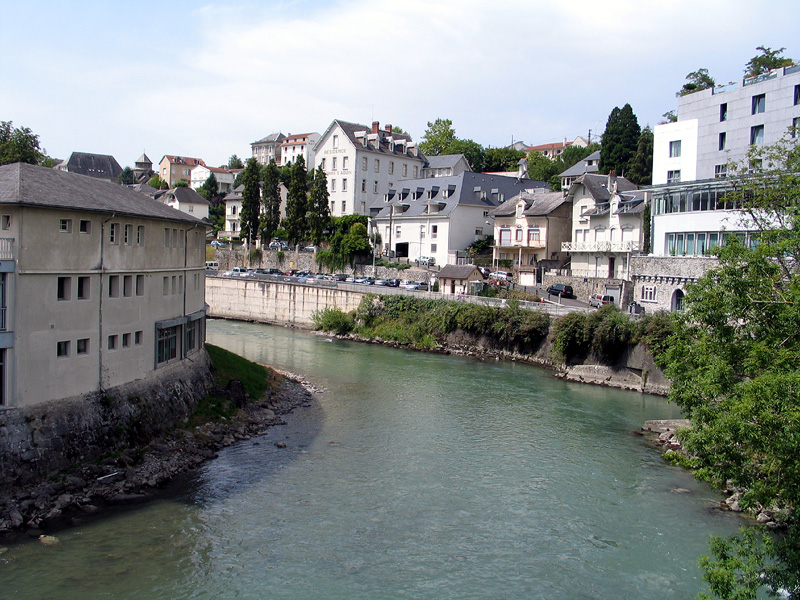
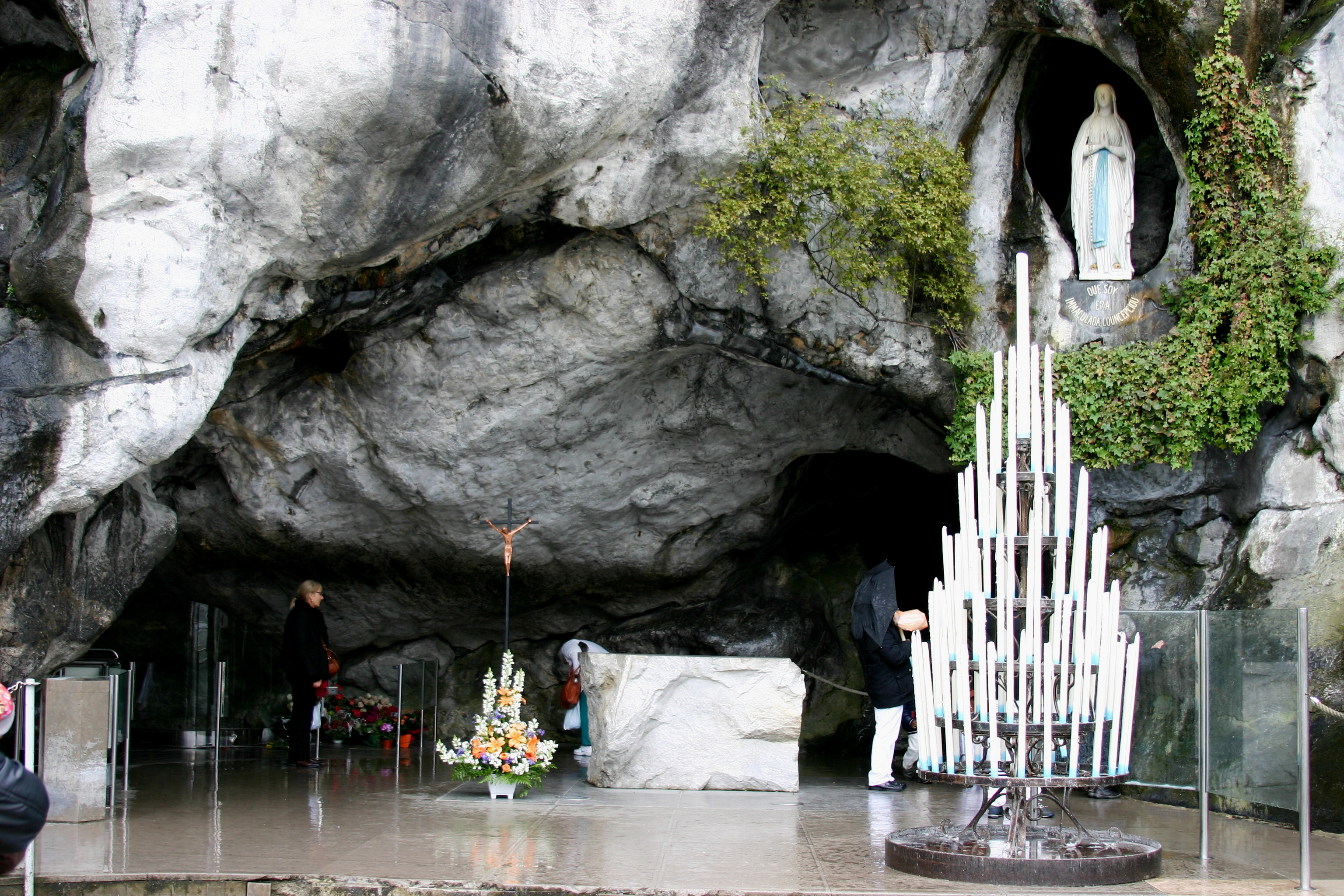